# Yutyrannus huali
Yutyrannus (il cui nome significa "tiranno piumato") è un genere estinto di dinosauro teropode Proceratosauridae vissuto nel Cretaceo inferiore, circa 124,6 milioni di anni fa (Aptiano), in quella che oggi è la Formazione Yixian, nella provincia di Liaoning, Cina. Il genere contiene una singola specie, ossia Y. huali, attualmente considerato il più grande dinosauro piumato mai scoperto.

## Descrizione

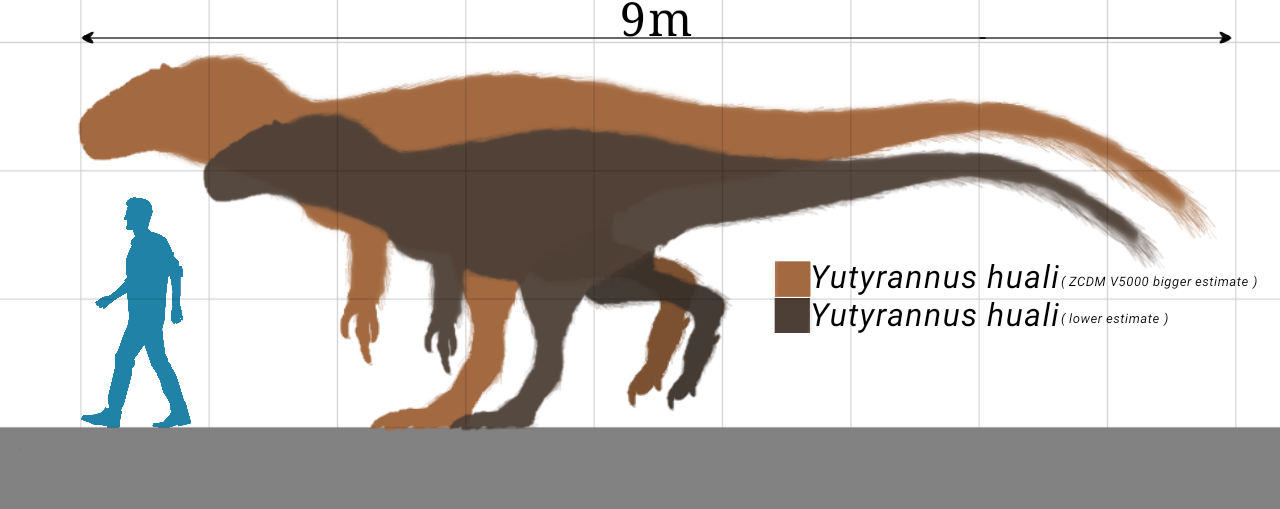
Dimensioni di Y. huali a confronto a un uomo

Yutyrannus era un grande predatore bipede. L'olotipo ed esemplare più maturo conosciuto ha una lunghezza stimata di 9 metri (29,5 piedi), per un peso stimato di circa 2.414 chilogrammi (3.117 libbre). Nel 2016, Gregory S. Paul ha fornito stime più basse di 7,5 metri (24,6 piedi), per 1,1 tonnellate (1,2 tonnellate corte). Il cranio ha una lunghezza stimata di 905 millimetri (35,6 pollici). I crani dei paratipi sono lunghi 80 centimetri (31 pollici) e 63 centimetri (25 pollici), ed il peso di questi due individui è stato stimato, rispettivamente, a 596 chilogrammi (1.314 libbre) e 493 chilogrammi (1.087 libbre).
I descrittori dell'animale stabilirono alcuni tratti diagnostici di Yutyrannus, in cui differisce dai suoi parenti diretti. Il muso presenta un'alta cresta mediana, formata dalle ossa nasali e dal premascellare, coperta da ampi recessi pneumatici. L'osso postorbitale ha un piccolo processo secondario, che si protende nell'angolo posteriore-superiore della cavità oculare. Il lato esterno del corpo principale dell'osso postorbitale è scavato. Nella mascella inferiore, la fenestra mandibolare esterna, l'apertura principale nella parte esterna, si trova principalmente nella surangolare.
Secondo uno studio del 2018, Yutyrannus aveva una struttura dello ioide semplice, indicando che aveva una lingua piatta, come quella dei coccodrilli. Sulla base di confronti delle ossa ioidi tra arcosauri vivi ed estinti, è stato stabilito che tutti gli archosauri avrebbero avuto lingue piatte e fisse, ad eccezione di uccelli, pterosauri e alcuni ornithischi.

### Piumaggio
Gli esemplari descritti di Yutyrannus contengono prove dirette di piume sotto forma di impronte fossili. Le piume erano lunghe, fino a 20 centimetri (7,9 pollici) e filamentose. Poiché la qualità della conservazione non è delle migliori, non è stato possibile stabilire se i filamenti fossero semplici o composti, larghi o stretti. Le piume coprivano varie parti del corpo. Nell'olotipo le piume coprivano il bacino e gli arti posteriori sino ai piedi. Nell'esemplare ZCDM V5000, le piume coprivano la maggior parte della coda. Invece, l'esemplare più giovane mostrava piume filamentose lunghe fino a 20 centimetri, sul collo e piume di 16 centimetri nella parte superiore del braccio. La presenza di piume in almeno alcuni tirannosauroidi è nota sin dal 2004, grazie alla descrizione di Dilong, che possiede piume di "fase 1", ossia filamentose, secondo la tipologia di piume di Richard Prum, Y. huali è attualmente la più grande specie conosciuta di dinosauro con evidenza diretta di piume, quaranta volte più pesante del precedente detentore del record, Beipiaosaurus.

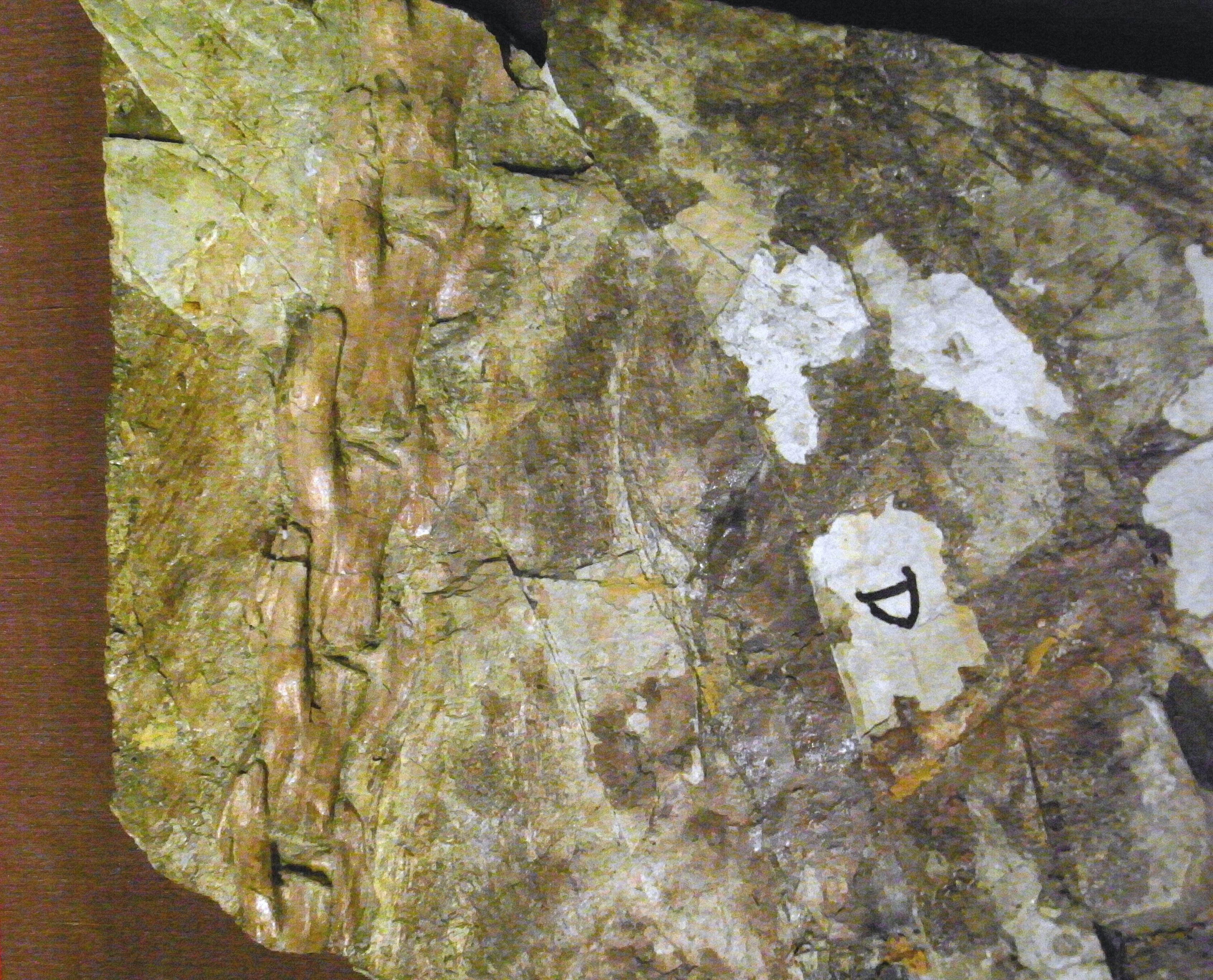
Frammento della coda con tracce di piume

Sulla base di questi dati si pensa che la distribuzione delle piume coprisse quasi tutto il corpo, e, dato il clima piuttosto freddo dello Yixian con una temperatura media annuale di 10 °C (50 °F) si pensa che avesse come principale funzione la termoregolazione dell'animale. In alternativa, se le piume fossero limitate alle regioni del corpo in cui sono state osservate, avrebbero avuto la funzione di strutture di visualizzazione. Inoltre, i due esemplari adulti avevano distintive creste "ondulate" sui loro musi, che probabilmente era usata come display sessuale e/o identificativo. La presenza di piume su un grande tirannosauroide basale suggerisce la possibilità che anche i tirannosauridi più evoluti fossero piumati, anche da adulti, nonostante le loro dimensioni. Tuttavia, sono state osservate impressioni cutanee squamose in vari esemplari di tirannosauridi del Cretaceo superiore (come Gorgosaurus, Tarbosaurus e Tyrannosaurus) su parti del corpo, dove in Yutyrannus era presente il piumaggio. Dal momento che non vi sono prove positive di piumaggio nei tirannosauridi, alcuni ricercatori hanno suggerito che questi animali abbiano sviluppato una pelle squamosa secondariamente. Se la pelle squamosa era il tratto epidermico dominante dei generi più recenti, l'estensione e la natura della copertura tegumentaria potrebbero essere cambiata nel tempo in risposta alle dimensioni del corpo, ad un clima più caldo o ad altri fattori.

### Famiglia
Nonostante le somiglianze con Tyrannosaurus lo Yutyrannus fa parte della famiglia Proceratosauridae dopo svariati studi filogenetici i paleontologi, hanno finalmente affermato che era uno della famiglia Proceratosauridae e ciò lo rende il più grande di questa famiglia.

## Classificazione
Fino ad oggi, tutte le analisi filogenetiche su Yutyrannus lo collocano nel gruppo dei Tyrannosauroidea. Un'analisi iniziale della sua relazione con altri tirannosauroidi ha mostrato che fosse più primitivo di Eotyrannus nell'albero evolutivo, ma più evoluto di tyrannosauroidi come Dilong, Guanlong e Sinotyrannus. I tratti primitivi relativi ai tyrannosauri più evoluti includevano arti anteriori lunghi con tre dita e un piede corto non specializzato per la corsa. I tratti avanzati includevano un cranio ampio e profondo, il lato esterno del premascella ruotato verso l'alto, un grande corno cuneiforme sul lacrimale davanti alle orbite, un processo postorbitale sul bordo posteriore dell'orbita dell'occhio, l'osso squamoso e l'osso quadratougale formano un grande processo sul bordo posteriore della fenestra infratemporale, brevi vertebre dorsali, un ilio con un bordo superiore dritto e un lobo accluso, un grande piede pubico e un ischio snello.

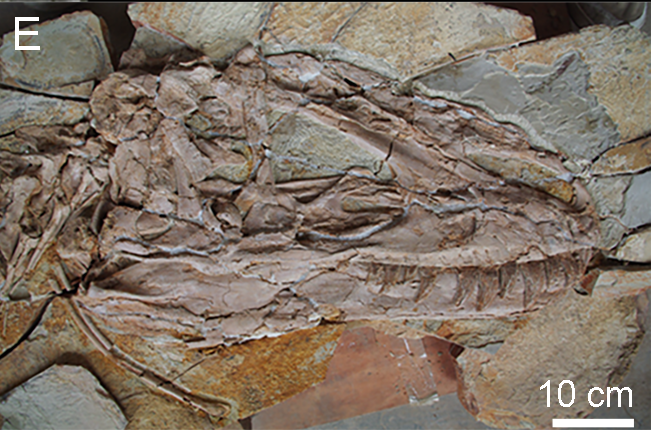
Cranio dell'individuo giovanile ELDM V1001

Nel 2016, un'analisi filogenetica condotta da Thomas Carr e Stephen Brusatte ha riesaminato le relazioni evolutive dei Tyrannosauroidea. La loro analisi ha scoperto che Yutyrannus era più primitivo di Dilong, collocandolo all'interno della famiglia Proceratosauridae. Il loro cladogramma è mostrato di seguito:
|  | Kileskus                                                    |
|  |                                                             |
|  | \| \| Yutyrannus \| \| \| \| \| \| Sinotyrannus \| \| \| \| |
|  |                                                             |
|  | Yutyrannus                                                  |
|  |                                                             |
|  | Sinotyrannus                                                |
|  |                                                             |

|  | Yutyrannus   |
|  |              |
|  | Sinotyrannus |
|  |              |

|  | Kileskus                                                    |
|  |                                                             |
|  | \| \| Yutyrannus \| \| \| \| \| \| Sinotyrannus \| \| \| \| |
|  |                                                             |
|  | Yutyrannus                                                  |
|  |                                                             |
|  | Sinotyrannus                                                |
|  |                                                             |

|  | Yutyrannus   |
|  |              |
|  | Sinotyrannus |
|  |              |

|  | Kileskus                                                    |
|  |                                                             |
|  | \| \| Yutyrannus \| \| \| \| \| \| Sinotyrannus \| \| \| \| |
|  |                                                             |
|  | Yutyrannus                                                  |
|  |                                                             |
|  | Sinotyrannus                                                |
|  |                                                             |

|  | Yutyrannus   |
|  |              |
|  | Sinotyrannus |
|  |              |

|  | Kileskus                                                    |
|  |                                                             |
|  | \| \| Yutyrannus \| \| \| \| \| \| Sinotyrannus \| \| \| \| |
|  |                                                             |
|  | Yutyrannus                                                  |
|  |                                                             |
|  | Sinotyrannus                                                |
|  |                                                             |

|  | Yutyrannus   |
|  |              |
|  | Sinotyrannus |
|  |              |

## Storia della scoperta

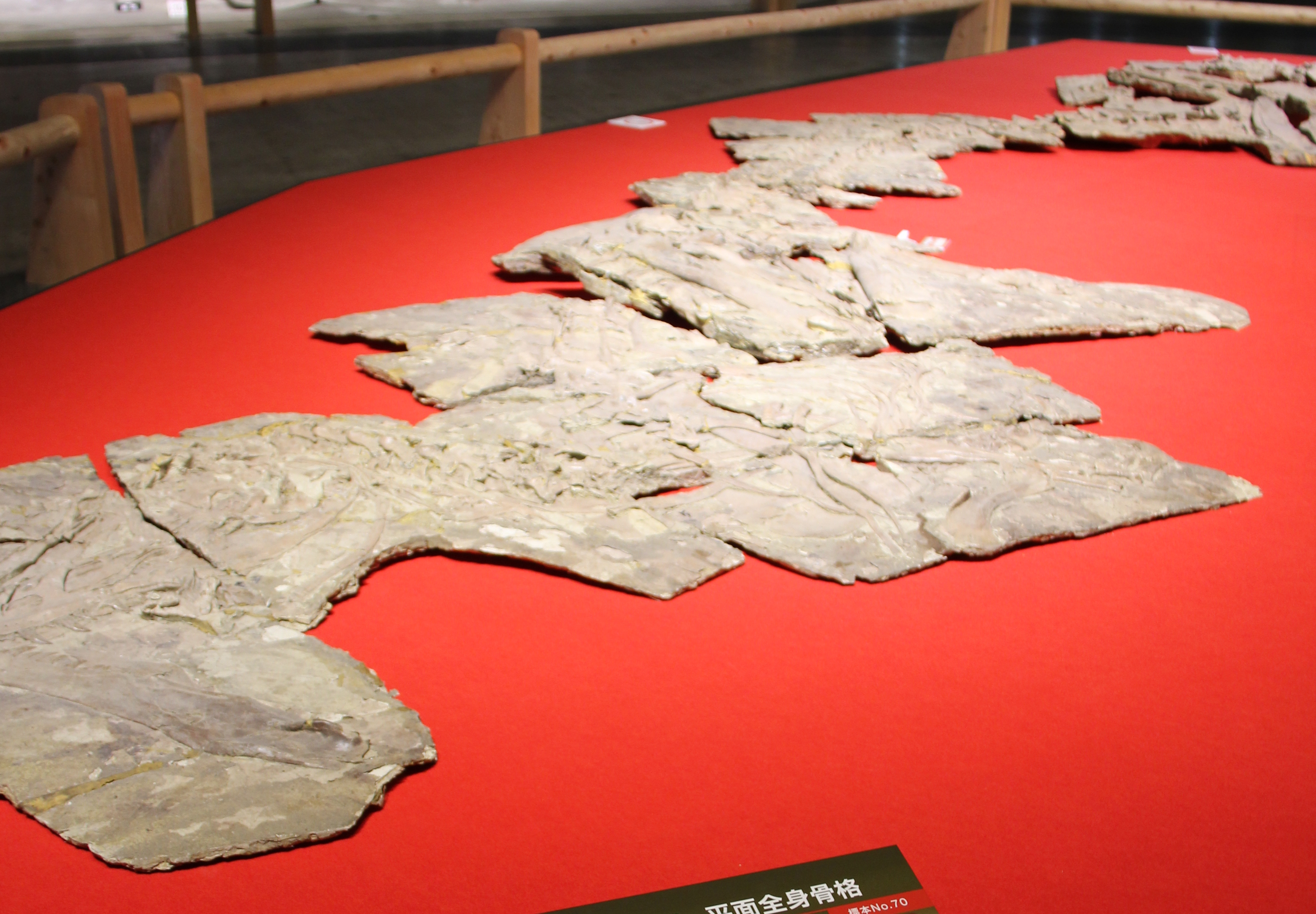
Fossile di Yutyrannus huali

Lo Yutyrannus Huali fu scientificamente descritto nel 2012 da Xu Xing et al. Il nome deriva dal cinese Yǔ (羽, "piuma" e dal greco latinizzato tyrannos (τύραννος, "tiranno"), come riferimento alla classificazione come membro piumato dei Tyrannosauroidea (nonostante in seguito sia stato riclassificato come Carcharodontosauride). Il nome specifico è costituito dal mandarino Huali (华丽, "bella"), in riferimento alla presunta bellezza del piumaggio.
Yutyrannus è noto per ben tre esemplari fossili quasi completi (un adulto, un subadulto e un giovane) acquistati da un rivenditore di fossili che ha sostenne che tutte e tre i fossili provenivano da una cava presso Batuyingzi, nella provincia di Liaoning, in Cina. Si pensa che i fossili provengano dalla Formazione Yixian, che avevano già restituito dinosauri piumati come il therizinosauride Beipiaosaurus, risalente all'Aptiano, circa 125 milioni di anni fa. I fossili erano stati tagliati a pezzi per facilitarne il trasporto.
L'olotipo, ZCDM V5000, è rappresentato dall'esemplare adulto, costituito da uno scheletro quasi completo. I paratipi, invece, sono rappresentati dagli altri due esemplari più giovani: V5001 ZCDM costituito dallo scheletro di un individuo giovane; e ELDM V1001 costituito anch'esso da uno scheletro parziale, si pensa che questo esemplare sia più giovane di circa otto anni dell'olotipo. I fossili, oggi, fanno parte della collezione del Museo dei dinosauri di Zhucheng, ma sono stati preparati dal Istituto di Paleontologia dei Vertebrati e Paleoantropologia, sotto la guida di Xu.

## Paleobiologia
La conoscenza di esemplari che rappresentano varie fasi della crescita dell'animale ha permesso ai paleontologi di determinare l'ontogenesi (i cambiamenti durante la crescita) di questa specie. Durante la crescita la parte inferiore delle gambe, i piedi, ileo e gli arti anteriori divenivano più corti, e il cranio diveniva più robusto e profondo.

## Paleoecologia
Siccome i tre esemplari noti di Yutyrannus sono stati ritrovati insieme, alcuni paleontologi, tra cui Xu Xing, hanno ipotizzato che questi animali vivessero in branco o in nuclei famigliari. Inoltre, la presenza di materiale fossile di sauropode nel sito in cui sono stati ritrovati i tre esemplari, ha portato alcuni, tra cui Xu, ad ipotizzare che Yutyrannus cacciasse in branco i sauropodi e che i tre individui potessero essere morti nel farlo. Inoltre, altri teropodi identificati come cacciatori di sauropodi, come Mapusaurus, mostrano comportamenti di caccia da branco, o perlomeno una cooperazione tra individui non associati tra loro, come nei coccodrilli o nei draghi di Komodo. La vera causa della morte dei tre individui, tuttavia, rimane sconosciuta. Se Yutyrannus predava realmente i sauropodi, sarebbe stato uno dei due predatori conosciuti dalla Formazione Yixian in grado di farlo, l'altro è un grande teropode non ancora descritto, forse un carnosauro, noto da un dente incastrato nella costola di un Dongbeititan.
Poiché la località di Yutyrannus è incerta, non è noto con quale fauna abbia convissuto. Le stime sull'età dei fossili indicano che Yutyrannus fosse originario dei letti di Lujiatun o Jianshangou dello Yixian, il che significa che sarebbe stato contemporaneo di dinosauri come Psittacosaurus, Dongbeititan, Sinosauropteryx e Caudipteryx. Eruzioni vulcaniche e incendi boschivi sembrano essere stati comuni nello Yixian e l'ambiente era disseminato da specchi d'acqua e piante di conifere. L'ambiente sarebbe stato paragonabile alle foreste pluviali temperate della Columbia Britannica e avrebbe sperimentato significativi cambiamenti stagionali.

## Nella cultura di massa
Lo Yutyrannus è stato per un breve periodo dopo la sua descrizione, abbastanza famoso verso il pubblico. È stato infatti uno dei primi dinosauri teropodi a venire rappresentato con le piume in un periodo in cui la teoria dei dinosauri piumati non era ancora ben nota al pubblico. Nelle sue rappresentazioni lo Yutyrannus veniva rappresentato con un piumaggio bianco e spesso nasceva l'errata convinzione che questo dinosauro vivesse a basse temperature e utilizzasse il suo piumaggio per riscaldarsi e proteggersi dal freddo. Con l'aumento della notorietà della teoria del piumaggio, questo dinosauro è rimasto semplicemente noto a pochi appassionati.
Lo Yutyrannus è presente nel videogioco Jurassic Park Builder e in un DLC di Jurassic World Evolution 2 dedicato ai dinosauri piumati, nonché in Jurassic World: il gioco, Ark: Survival Evolved e Jurassic World Alive.
Due esemplari compaiono come antagonisti nel film Alla ricerca della Valle Incantata 14 - Il viaggio dei coraggiosi.